# Adolf Prokůpek
Adolf Prokůpek (11. ledna 1868 Kutlíře – 16. října 1934 Brodce) ,byl československý politik a meziválečný poslanec Národního shromáždění za Republikánskou stranu zemědělského a malorolnického lidu (agrárníky).

## Biografie
Vychodil gymnázium v Kolíně. Studoval na Právnické fakultě Univerzity Karlovy. Na přání otce ale po smrti svého staršího bratra převzal správu rodinného zemědělského hospodářství. Studoval pak na vysoké zemědělské škole v Halle. Byl veřejně i politicky aktivní. Působil jako starosta rodných Kutlířů a byl členem okresního zastupitelstva a okresního výboru v Kolíně. Angažoval se v agrární straně. Roku 1908 se stal předsedou české sekce Zemské zemědělské rady. Od roku 1911 zasedal na Českém zemském sněmu. Byl sem zvolen v doplňovacích volbách poté, co zemřel poslanec František Máša. Zastupoval kurii venkovských obcí, obvod Benešov, Neveklov, Vlašim. Kvůli česko-německým obstrukcím se ale sněm ve svém plénu nescházel a byl následně roku 1913 rozpuštěn.
Od 24. října roku 1917 byl předsedou českého pomocného výboru České srdce. V roce 1918 se stal předsedou Národní rady československé, kde působil až do své smrti v roce 1934. V letech 1918-1920 zasedal v Revolučním národním shromáždění. Byl v něm předsedou výboru pro vnitřní kolonisaci, předsedou výboru pro pozemkovou reformu a místopředsedou výboru zemědělského. Působil též v Zemědělské radě a Zemědělské jednotě.V parlamentních volbách v roce 1920 se stal poslancem Národního shromáždění a mandát obhájil v následujících volbách, tedy v parlamentních volbách v roce 1925 i parlamentních volbách v roce 1929.

 Po jeho smrti jeho poslanecké křeslo zaujala Marie Tumlířová.
Podle údajů k roku 1929 byl profesí rolníkem v Kutlířích. Roku 1924 se zmiňuje coby předseda československé Národní rady a prezident českého odboru zemědělské rady. Byl dlouholetým předsedou organizace Zemědělská jednota Československé republiky, která řešila odborné otázky zemědělství. Koncem roku 1927 se stal předsedou Zemské zemědělské rady pro Čechy.
Zemřel v říjnu 1934 u svého bratra v Brodcích na srdeční chorobu.
Jeho otcem byl Jan Antonín Prokůpek (1832-1915), jeden z prvních organizátorů rolnického stavu v českých zemích.